# Madeira-Guaporé
Madeira-Guaporé is een van de twee mesoregio's van de Braziliaanse deelstaat Rondônia. Zij grenst aan de mesoregio's Leste Rondoniense, Vale do Acre (AC) en Sul Amazonense (AM). De mesoregio heeft een oppervlakte van ca. 107.976 km². In 2006 werd het inwoneraantal geschat op 569.363.
Twee microregio's behoren tot deze mesoregio:
- Guajará-Mirim
- Porto Velho

Mesoregio's: Leste Rondoniense · Madeira-Guaporé

Microregio's: Alvorada d'Oeste · Ariquemes · Cacoal · Colorado do Oeste · Guajará-Mirim · Ji-Paraná · Porto Velho · Vilhena